# Por medio de la fuerza (Star Trek: La serie original)
Por medio de la fuerza es el episodio 21 de la segunda temporada del serie de televisión de ciencia ficción Star Trek: La serie original, y fue transmitido por primera vez el 16 de febrero de 1968. Fue el episodio número 50 en ser transmitido y el número 52 en ser producido, fue escrito por John Meredyth Lucas, y dirigido por Vincent McEveety.
En la versión Bluray el título de este episodio en el audio en español es dado como Modelo de violencia.
Resumen: La tripulación de la nave estelar Enterprise visita un planeta dominado por un régimen del tipo Nazi.

## Trama
El Enterprise llega al planeta Ekos en el sistema M34 Alpha, para investigar la desaparición de un historiador de la Federación llamado John Gill, quien fue uno de los profesores de Kirk en la Academia de la Flota Estelar.
Tan pronto como el Enterprise entra en órbita alrededor de Ekos, es atacado por un cohete armado con una cabeza de guerra termonuclear. Este cohete es demasiado avanzado para el nivel de tecnología que posee Ekos o su cercano planeta vecino Zeon. La nave destruye fácilmente el arma, y se mueve fuera del alcance de los dispositivos de detección del planeta.
La tripulación está confundida en cómo los habitantes de Ekos alcanzaron ese nivel de tecnología, dado que los registros indican que los ekosianos se suponen una cultura primitiva y guerrera en un estado actual de anarquía. Zeon tiene un nivel tecnológico más avanzado, pero los habitantes son pacíficos y nunca fabricarían tales armas. Sin embargo, Kirk sospecha que Gill podría ser el responsable de la introducción de esa tecnología, lo que significa que él ha violado la Directiva Principal.
No se puede hacer ningún contacto con Gill. El capitán Kirk y el Sr. Spock deciden transportarse al planeta para investigar. Antes de que se transporten, el Dr. McCoy inyecta a ambos comunicadores subdermales, que pueden ser usados para localizarlos y recuperarlos si la nave no sabe nada de ellos en tres horas.
A su llegada, a Kirk y Spock se les aproxima un zeonita que les urge a que se escondan. Kirk y Spock ven cómo el zeonita es arrestado por soldados ekosianos que parecen estar vestidos con uniformes que recuerdan a las tropas de asalto de camisas pardas de la Alemania nazi de mediados del siglo XX. Kirk quiere intervenir pero Spock le recuerda la Directiva Principal, una ley de la Federación que prohíbe interferir con el desarrollo de civilizaciones extraterrestres.
Kirk y Spock ven a continuación un comunicado de video que muestra a los ekosianos y zeonitas en guerra. Kirk queda sorprendido de que otro planeta pudiera desarrollar en forma independiente una cultura tan similar a una que ya ha existido en la Tierra, Spock está de acuerdo con la observación y establece que las probabilidades de que esto suceda naturalmente son virtualmente imposibles. Observan la transmisión donde se muestra cómo una oficial nazi femenina, Daras, recibe una medalla. Kirk y Spock se enteran rápidamente que los ciudadanos del planeta están colectivamente obsesionados con una solución final - la matanza de todos los zeonitas que residen en el planeta, en adición a la destrucción del vecino planeta de Zeon. La transmisión finaliza con el reportero haciendo un saludo nazi al Führer — John Gill.
Kirk está determinado a llegar al fondo de esto y encontrar a Gilli tan pronto como sea posible. Un oficial de la SS nazi se acerca a Kirk y a Spock y los interroga, Kirk logra dominarlo y le roba su uniforme. Spock, ahora disfrazado como un soldado ekosiano y Kirk actuando como su prisionero zeonita, atacan a un oficial de la Gestapo y Kirk se queda con su uniforme.
Entonces tratan de infiltrarse en los cuarteles generales, pero son descubiertos cuando Spock no saluda a un oficial SS y es forzado a sacarse el casco. Ellos ven sus orejas vulcanas y los dos son arrestados. Sus armas y comunicadores son confiscados y son llevados para ser interrogados y torturados. Después, un comandante superior ordena que sean llevados a una celda durante una hora y que luego se continúe el interrogatorio. Allí ellos se encuentran con Isak, el zeonita que vieron ser arrestado al principio del episodio. Isak les informa que el movimiento nazi comenzó solo hace unos pocos años atrás, lo que coincide con la llegada de Gill, y que una invasión del planeta Zeon está siendo planificada.
Spock saca los cristales de rubidio de los transmisores subcutáneos que les habían instalado anteriormente a él y a Kirk, y logra armar un láser con ellos. Usando la luz enfocada de una ampolleta instalada en la muralla, Spock dirige el rayo resultante y corta la cerradura de la puerta de la celda. Después de dominar al guardia, recuperan sus desmantelados comunicadores, pero descubren que sus fásers han sido llevados a otro lugar. Isak los lleva para que se reúnan con el movimiento de resistencia liderado por su hermano Abrom. Kirk le explica a Abrom que necesita reunirse con John Gill para poder detener la guerra. Abrom no está inclinado a ayudarlos hasta que Kirk logra persuadirlo de que es su única posibilidad de éxito. Mientras tanto, Spock trata de comunicarse pero es incapaz de hacer contacto porque la nave está aún fuera del alcance de comunicación. Spock cree que la disminución en el alcance del comunicador se debe a que tuvo que rearmarlo.
Repentinamente, los cuarteles del grupo de resistencia es atacado por soldados nazis, liderados por Daras, la oficial que estaba siendo honrada en la transmisión previa de noticias. Ella logra dispararle a Abrom antes de que Kirk la domine y le quite su arma. Ahora convencido de que se puede confiar en los extraños, se les informa que ese engaño fue una prueba para probar su lealtad. Abrom en realidad no ha sufrido ningún daño, ya que el disparo era una salva. Daras realmente es una infiltrada - una miembro del grupo de resistencia. La medalla que ellos vieron que le estaba siendo otorgada en el video de noticias fue por entregar su padre a la Gestapo. Su padre había planificado esa acción para ponerla en una posición de confianza dentro del gobierno nazi.
Kirk hace preguntas acerca de Gill; Abrom le explica que el Führer Asistente Melakon es el que tiene realmente el poder. A su vez, Kirk y Spock explican que Gill es un observador cultural extraterrestre en violación flagrante de sus órdenes. Daras dice que Gill tiene que hacer un discurso luego, uno que traerá la Solución Final al problema zeonita, y que ella puede ayudarles a pasar la seguridad para llegar a él.
Para poder entrar, simulan ser un grupo de filmación que está realizando grabaciones de propaganda. John Gill es mostrado sentado en una silla en una cabina de transmisión rodeado por guardias y dando un discurso que es una cadena de declaraciones aleatorias apenas coherente. Isak insiste en que Kirk y Spock maten lo antes posible a Gill, pero Kirk rehúsa.
Spock finalmente hace contacto con el Enterprise y explica su situación mientras que Kirk ordena al Dr. McCoy bajar para examinar a Gill. McCoy se materializa en un armario, disfrazado de doctor militar, pero la partida de desembarco es descubierta por un equipo de seguridad que ha detectado las comunicaciones de Spock en el edificio. Aunque el jefe del equipo de búsqueda es Eneg, el mismo oficial que supervisó el anterior arresto de Kirk y Spock, sorprendentemente no parece reconocerlos, y acepta las apresuradas excusas ofrecidas. Kirk explica que McCoy se ha intoxicado, y se ha escondido en el armario para no avergonzar al Führer con su estado. Después de que el equipo de seguridad se aleja, Isak les explica que Eneg ha estado de su lado todo el tiempo.
Infiltrándose en la caseta de transmisiones, McCoy examina a Gill y confirma que está fuertemente drogado, y prepara un suero para contrarrestar los efectos. McCoy administra el estimulante a Gill, pero esto no lo revive. Spock usa la fusión de mente vulcana con Gill, lo que logra traerlo a un estado de semiinconsciencia y le permite responder preguntas. Pero Spock confirma un hecho — Melakon es el responsable de la condición de Gill.
Gill es apenas coherente, pero explica que nunca quiso que nada de esto sucediera. Implementó una forma teórica del nacional socialismo de Hitler (obviando los chivos expiatorios etno-religiosos) con los ekosianos, ya que honestamente creía que era la forma de gobierno más eficiente que se hubiera creado. Spock está de acuerdo con él ya que esta pequeña nación se había elevado desde la bancarrota y la derrota a casi dominar el mundo solo en unos pocos años, pero Kirk resalta que ese horrible sistema tuvo que ser destruido a un terrible costo. Gill explica que solo quería llevar el orden al pueblo de Ekos, y había funcionado — hasta que Melakon obtuvo el control, y lo llevó más allá, distorsionándolo en una política de racismo apuntada a limpiar el planeta de zeonitas de la misma forma que Hitler trató de aniquilar a los judíos. Kirk hace que Gill se dé cuenta de la extensión en que Ekos ha avanzado en parecerse a la Alemania nazi, y Gill, ahora lo suficiente lúcido para hablar por sí mismo, decreta que la flota de invasión que se dirige a Zeon debe ser llamada de vuelta y detenida. Sin embargo, Melakon ya ha iniciado la transmisión, anunciando una versión local de la Solución Final de Hitler - una guerra genocida con Zeon que Gill ha condonado con su discurso. Con la ayuda de la fusión mental con Spock, combinado con estimulantes médicos, Gill renuncia a la invasión y declara que Melakon es un traidor. Melakon toma una ametralladora y dispara sobre la casilla de transmisiones, hiriendo fatalmente a Gill. Isak responde disparando y matando a Melakon.
Antes de morir, Gill le dice a Kirk que siente haber violado la Directiva Principal, y espera que los ekosianos y los zeonitas puedan trabajar juntos y corregir el daño que él causó. Isak agradece a Kirk su ayuda, diciendo que es responsabilidad de los dos planetas reconstruirse a sí mismo. Cuando la partida de desembarco se va, Kirk se pregunta si las dos sociedades trabajando juntas podrán unirse a la Federación algún día. De regreso en el Enterprise, Spock expresa su confusión respecto a cómo un hombre tan lógico como Gill pudo cometer tal error al emular a los nazis. Kirk dice que el problema no solo es el sistema nazi sino que un hombre posea demasiado poder. McCoy está de acuerdo en que el poder absoluto corrompe absolutamente, Spock señala secamente todos los ejemplos de la historia de la Tierra acerca de esa mentalidad y Kirk les dice acabamos de salir de una guerra civil, no comencemos otra ahora.

## Continuidad
John Gill fue mencionado en el episodio Un espejo sombrío de Star Trek: Enterprise, mostrado en los registros de la computadora de la USS Defiant como refiriéndose a Jonathan Archer como el explorador más grande del siglo 22.

## Remasterización del aniversario de los 40 años
Este episodio fue remasterizado en el año 2006 y fue transmitido por primera vez el 19 de mayo de 2007 como parte de la remasterización de la serie original por el aniversario de los 40 años de ser creada. Fue precedido una semana antes por la versión remasterizada de Tentativa de salvamento y seguido una semana más tarde por la versión remasterizada de El permiso. Además del audio y video remasterizado, y todas las animaciones de la USS Enterprise realizadas por CGI que es el estándar de todas las revisiones, los cambios específicos para este episodio son:
- El Enterprise se puede ver pasando el planeta Zeon que pose anillos antes de proceder a Ekos en la escena de apertura.
- El ataque con un misil nuclear por parte de Ekos fue revisado para mostrar un misil animado por efectos de computadora atacando al Enterprise y se limpió la explosión después de que el Enterprise lo destruyera.
- El planeta Ekos recibió una revisión general para mostrar características más reales.
- El rayo láser creado por Spock para romper la puerta de la celda fue mejorado.
- Se puede ver el sol del sistema cuando el Enterprise se aleja de Ekos, pasando nuevamente por el lado del planeta Zeon y sus anillos.

## Comentarios
Ya que el episodio contenía uniformes e insignias nazis, y caracteriza a un personaje que hace la cuestionable declaración que la Alemania nazi era la forma más eficiente de sociedad creada, fue considerado ilegal para entretenimiento en Alemania y por consiguiente este episodio es el único de la serie original que no fue transmitido allí durante ninguna de las dos exhibiciones de esta serie en este país, en la red pública ZDF a mediados de los años 1970 y en la red privada SAT 1 a finales de los años 1980 y principios de los años 1990. Finalmente fue exhibido en la televisión de pago alemana en 1996, y las colecciones de DVD y Blu-Ray más nuevas lo contienen. Solo fue doblado al alemán en 1995, y todas las transmisiones alemanas anteriores lo presentan con el audio original en inglés con subtítulos.
Por medio de la fuerza es un episodio inusual en que no se menciona en ningún momento fecha estelar alguna.